# Sacha Simon
Pour les articles homonymes, voir Simon.
Sacha Simon, né le 30 mai 1908 à Riazan (Russie)[réf. nécessaire] et mort en décembre 1988 à Joué-lès-Tours, est un grand reporter français, à l'Est républicain en 1934 puis au Figaro à partir de 1960.

## Biographie
Il est d'origine française par son père, Pol Simon, chef de travaux de mathématiques à Nancy, passionné d'art et de littérature, et russe par sa mère, Elisabeth Gontcharov (l'écrivain Ivan Gontcharov était son arrière-grand-oncle). En raison de la Première Guerre mondiale, de la révolution russe et de ses conséquences, Sacha et son jeune frère Boris sont restés chez leur grand-mère maternelle russe, de 1914 à 1921.
Après avoir vécu au Gabon, il devient grand reporter à l'Est Républicain. Mobilisé en 1939, il est fait prisonnier et passe ses cinq années de captivité au Stalag XA près de Hambourg.
En 1945, il est l'un des journalistes français ayant couvert le procès de Nuremberg, et fera partie des huit journalistes désignés par le sort pour assister aux pendaisons des douze condamnés,,.
Il est l'auteur du scoop sur le suicide d'Hermann Goering dans la nuit du 15 octobre 1946 à Nuremberg.
Il est correspondant permanent du Figaro, de 1954 à novembre 1961 à Moscou d'où il sera expulsé par les autorités soviétiques. Ce qui lui vaudra en 1993 d’être présenté par certains anciens du KGB comme ayant travaillé pour eux. Il est ensuite correspondant permanent du Figaro à Belgrade.
Il est inhumé à Joué-lès-Tours.

## Œuvres
- Jeunesse blanche en Russie rouge
- La Mort dans l’âme, Délivrance, 1947[12]
- Visa de la peur, (préface de Pierre Lazareff). Edition André Bonne, 1954
- Chers soviétiques, chroniques d'un expulsé sans rancune, Laffont, 1962[13]
- Moscou, Edition Fayard, 1964
- La gageure soviétique, Laffont, 1969  (ISBN 978-2221038468), 410 p.[14]
- Palestine carrefour du monde
- Douchka de mon enfance, Stock, 1974
- Le plus beau village du monde

## Source
Page nécrologique publiée dans l'Est Républicain sous la plume de Gino Tognolli (article non daté)